# Yugo y flechas

El Yugo y las Flechas

El yugo y las flechas o el yugo y el haz de flechas constituyen una empresa o pieza heráldica cuyo origen se remonta a la España de los Reyes Católicos, Fernando II de Aragón e Isabel I de Castilla. Fue utilizado como emblema para la monarquía de Fernando e Isabel, y los monarcas católicos siguientes, representando una España unida y el «símbolo de las virtudes heroicas de la raza».
Fue también una alusión a los nombres de los dos monarcas: El yugo, que era el emblema personal de Fernando, comenzaba con la letra Y y representaba a Isabel (Ysabel, en la escritura de entonces) mientras que las flechas eran la insignia de Isabel y, empezando con F recordaba a Fernando.
Además, el yugo era por su parte una alusión a la leyenda del nudo gordiano, al igual que el lema Tanto monta; mientras que el haz de flechas aludía a la clásica historia moral que advierte de que las flechas pueden ser fácilmente rompibles por separado, pero todas juntas, son irrompibles.
Fue posteriormente adaptado en España por grupos de toda índole, ya en el siglo XX, entre los que destacó Falange Española.

## Galería

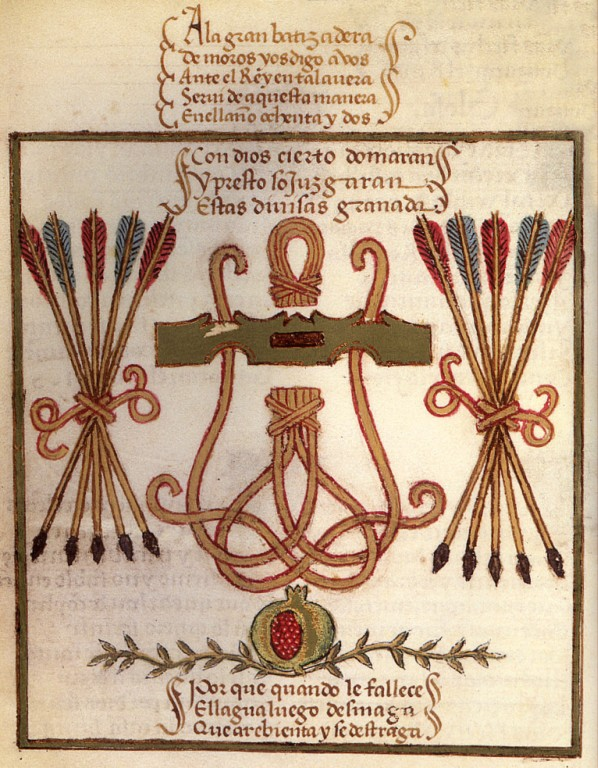
Insignia de Fernando II de Aragón e Isabel I de Castilla
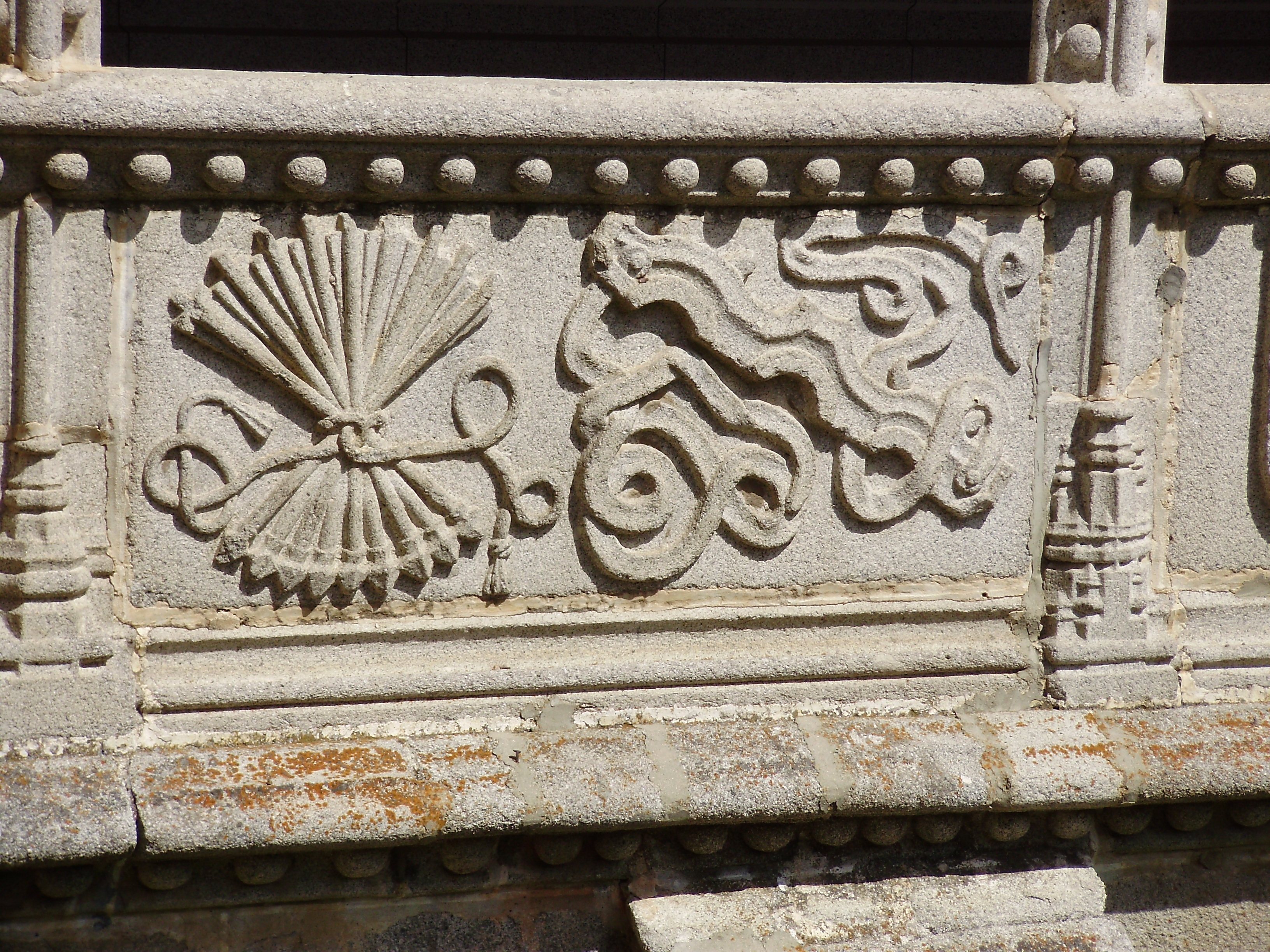
El yugo y las flechas en un edificio en España
Estandarte real de España 1492-1508
Bandera de FE de las JONS
Escudo de Ciudad de Panamá
Escudo de Puerto Rico